# فرودگاه کالوگا گرابتسف
فرودگاه کالوگا گرابتسف (به روسی: Аэропорт Грабцево) فرودگاهی عمومی خصوصی واقع در کالوگا در کشور روسیه است.

## شرکت‌های هواپیمایی و مقصدهای پروازی
| شرکت‌های هواپیمایی | مقصدهای پروازی        |
| ----------------- | --------------------- |
| اس۷ ایرلاینز      | پالکوو                |
| ساراتوف ایرلاینز  | فصلی: سیمفروپول، سوچی |